# Mäo
Koordinaten: 58° 55′ N, 25° 37′ O
Mäo (deutsch Mexhof) ist ein Dorf (estnisch küla) in der estnischen Landgemeinde Paide im Kreis Järva. Es hat 79 Einwohner (Stand 1. Januar 2007).

## Lage und Geschichte
Mäo liegt an der strategischen Straßenkreuzung der Hauptverkehrswege zwischen Tallinn, Tartu, Rakvere und Pärnu.
Bei Mäo fand eines der schlimmsten Verbrechen der jüngeren estnischen Geschichte statt: Am 15. Dezember 1994 erschossen zwei Alkoholdiebe bei einer Verkehrskontrolle zwei Polizisten und verletzten einen dritten schwer. Ein Denkmal auf einer Anhöhe neben der Landstraße, dessen Form sich an ein Mausoleum anlehnt, erinnert heute an alle estnischen Polizisten, die im Einsatz ihr Leben verloren haben.

## Gutshaus Mäo

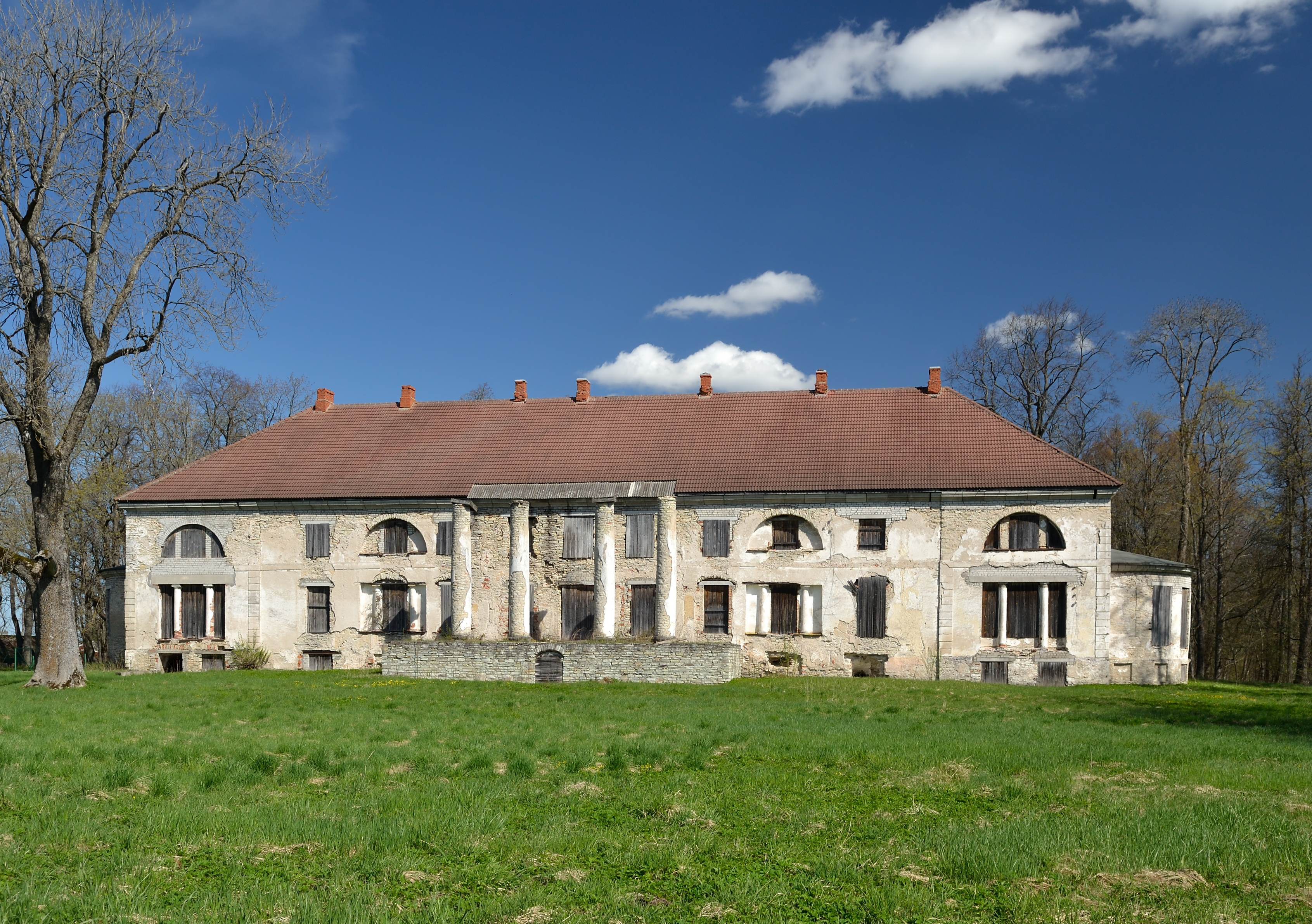
Gutshaus von Mexhof (Mäo)

Das historische Gutshaus von Mexhof (estnisch Mäo mõis) wurde erstmals 1558 urkundlich erwähnt. Es wurde von einem weit angelegten Park umgeben, der heute noch erhalten ist und unter Naturschutz steht. Das ehemalige Rittergut gehörte im 17. Jahrhundert dem schwedischen Militär Lennart Torstensson (1603–1651), bevor es 1669 in das Eigentum des schwedischen Staatsmanns Hans von Fersen (1625–1683) gelangte. Während des Nordischen Krieges wurde das Herrenhaus zerstört, aber im 18. Jahrhundert im barocken Stil wiedererrichtet. 
Das heutige zweigeschossige Herrenhaus wurde unter der Familie von Stackelberg in der ersten Hälfte des 19. Jahrhunderts im klassizistischen Stil errichtet. Ein mächtiger Portikus (heute zerstört) aus vier toskanischen Säulen und venezianische Fenster schmückten die Fassade. Am Ende des 19. Jahrhunderts war Mexhof beliebtes Ausflugsziel des russischen Komponisten Nikolai Rimski-Korsakow, der auf dem Anwesen seiner Schwägerin Hauskonzerte veranstaltete. Bei Rimski-Korsakow in Sankt Petersburg haben auch bekannte estnische Komponisten wie Artur Kapp, Mart Saar und Rudolf Tobias studiert. Letzte Eigentümerin vor der Verstaatlichung im Zuge der estnischen Landreform 1919 war Rimski-Korsakows Cousine Alexandra von Grünewaldt. Danach war in dem Gebäude ein Kinderheim untergebracht. Das Herrenhaus wurde 1933 unter Denkmalschutz gestellt.
Nach der sowjetischen Besetzung Estlands wurde das Herrenhaus u. a. als Garage für Traktoren zweckentfremdet, stand dann aber in den 1960er und 1970er Jahren leer und verfiel zusehends. Erst Ende der 1980er Jahre begann eine Teilrenovierung. Das Haus befindet sich heute in sehr schlechtem Zustand.
In der Nähe von Mäo befindet sich in der Landschaft ein hoher Obelisk aus Dolomitgestein. Dieser wurde 1886 von Baron Olaf von Stackelberg zu Ehren der 1573 im Livländischen Krieg bei Weissenstein gefallenen russischen Soldaten errichtet, unter ihnen der berüchtigte Maljuta Skuratow.

## Persönlichkeiten
- Johannes Brenner (1906–1975), estnischer Fußballnationalspieler